# Слободан Павловић (професор)
Др Слободан Павловић (Смедерево, 23. јул 1912 — Београд, 17. мај 1994) је био редовни професор Ветеринарског факултета у Београду и кинолог.

## Биографија
Рођен је 23. јула 1912. године у Смедереву, од оца Станка (Јевремовог) Павловића и мајке Зорке (рођене Ђукић). Основну школу и гимназију је завршио у Смедереву. Дипломирао је на Ветеринарском факултету у Алфору у Паризу, где је са темом „Липска овца“ и докторирао. По завршетку студија се вратио у родни град и радио као срески ветеринар у Блацу, Гроцкој итд. Након тога је постао руководилац производње на фарми Живојина Живковића у Годомину, чијом се кћерком Косаром, студентом агрономије, оженио новембра 1942. године. Имали су двоје деце, кћерку Зорку и сина Дарка.
После аграрне реформе 1946. и одузимања комплетног имања, Слободан Павловић је са породицом прешао у Београд. Постао је доцент, а потом и редовни професор на Ветеринарском факултету у Београду на предмету сточарство. Аутор је многих књига и уџбеника.
Активно се бавио кинологијом, био је мећународни судија, чест делегат Југославије и Француске на међународним скуповима, стални члан међународне Комисије за стандарде расних паса, у коју је први увео расу Шарпланинац.
Умро је 17. маја 1994. године у Београду, а сахрањен је у породичној гробници на Старом гробљу у Смедереву.